# Iglesia de Saint-Merri (París)
La Iglesia de Saint-Merri (o Saint-Merry) es una iglesia Católica situada en las proximidades del Centre Pompidou, en el cruce con la rue Saint-Martin y la rue de la Verrerie (en el 76), en el IV Distrito de París.

## Historia de la Iglesia

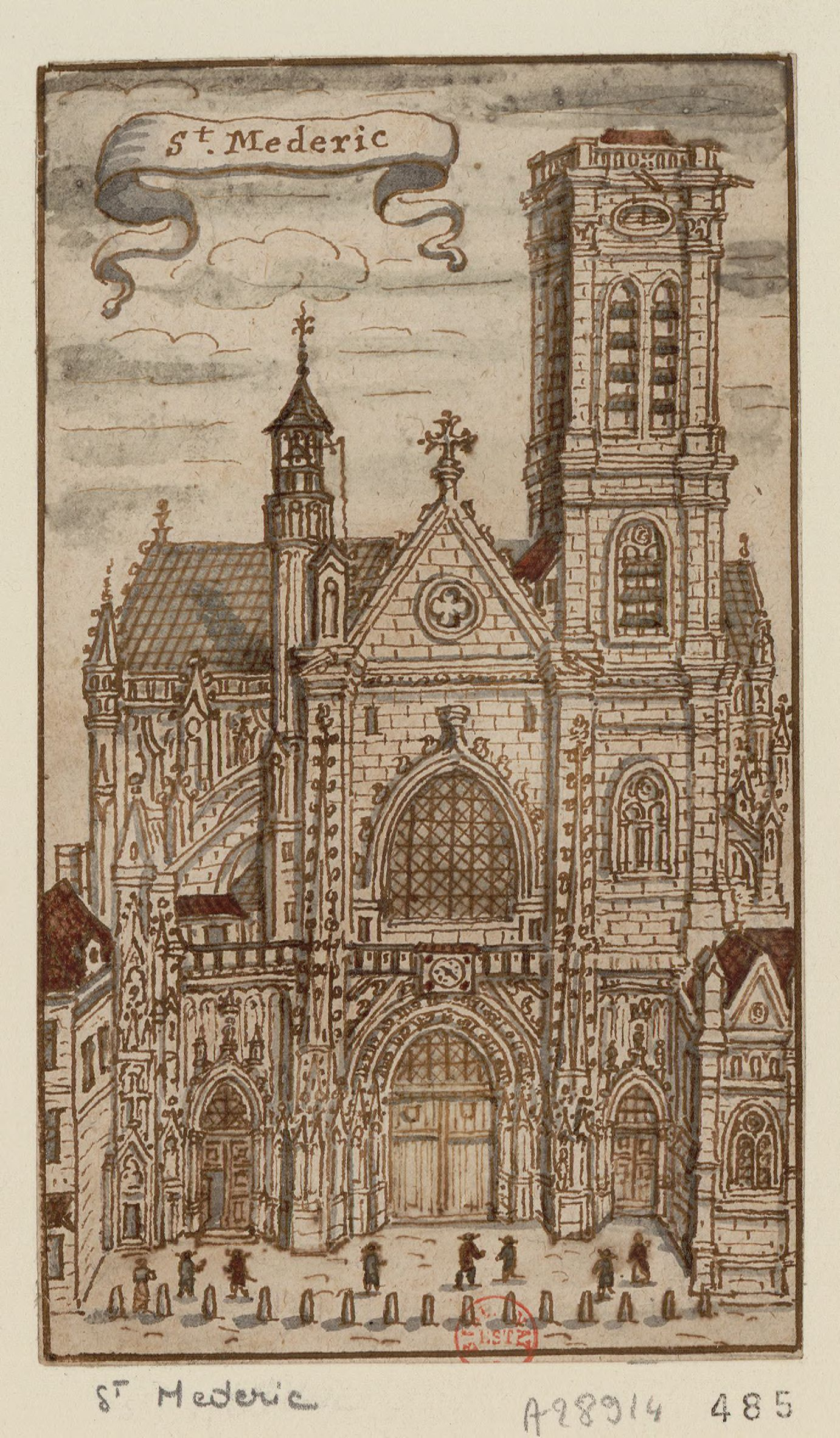
Iglesia de Saint-Merri, Paris, S,XVII.
Iglesia de Saint-Merri en París, siglo XVII. Dibujo a pluma y tinta marrón, lavado a tinta china,13,5cm x 8 cm, en la colección de François Hippolyte Destailleur.

### La tradición
Según la tradición, san Mederico, abad de la Abadía de San Martin de Autun, vivía como ermitaño en una choza cercana al oratorio de Saint-Pierre-des-Bois. San Mederico falleció el 29 de agosto del año 700 y, actualmente, sus restos descansan allí. Posteriormente, este oratorio se convirtió en una capilla bajo el nombre de «Capilla de Saint-Pierre-des-Bois» o, de forma más simple, «Capilla Saint-Pierre». 

Ya en el año 884, el obispo de París, en ese entonces Gozlín, hizo que los restos de san Mederico fuesen exhumados y colocados en un santuario con su nombre, considerados como reliquia. En ese momento, San Mederico fue elegido como santo patrón del margen derecha y la capilla, a partir de ahora, estaría bajo su nombre.

### La Iglesia durante el Siglo IX
El culto al santo abad estuvo en el origen de una nueva iglesia de Saint-Pierre-Saint-Merri por iniciativa de un oficial real, Eudes Le Fauconnier, en el siglo X. 
Aunque la fecha exacta de construcción sigue siendo hipotética, sabemos que Eudes Le Fauconnier existió, ya que durante la reconstrucción de la iglesia en el siglo XVI se descubrió en el antiguo cementerio el esqueleto de un guerrero calzado con botas de cuero dorado junto con la inscripción:

“Hic jacet vir bonæ memoriæ Odo Falconarius fundator hujus ecclesiæ”/“Aquí yace un buen recuerdo, Odo Falconarius, fundador de esta iglesia”.

### La iglesia desde el s. XV hasta nuestros días
El edificio actual fue construido entre 1500 y 1565 (la nave entre 1500 y 1515, el crucero entre 1525 y 1535, el coro (arquitectura) entre 1535 y 1565  y el campanario se elevó un piso en 1612).
Cerrada en 1793 debido a la Revolución Francesa, la iglesia se convirtió en una fábrica de salitre de 1797 a 1801 y luego fue devuelta al culto católico en 1803. 
Finalmente en 1862, la iglesia fue clasificada por lista en la categoría monumentos históricos.